# Aderus
Genre
Aderus est un genre d'insectes coléoptères de la famille des Aderidae.
Ces insectes sont saproxylophages à l'état de larve, c'est-à-dire qu'elles vivent dans le bois mort.
Chaque espèce semble spécialisée, ne colonisant qu'une ou quelques essences, et à un certain stade de décomposition seulement.
Les adultes butinent sur les fleurs, notamment dans les arbres et buissons à la recherche de pollen et de nectar qui leur fournissent l'énergie et les protéines dont ils ont besoin pour voler et trouver un partenaire sexuel et du bois mort, et à la femelle pour produire ses œufs.

## Liste d'espèces
Selon ITIS (27 août 2014) :
- Aderus brunnipennis (LeConte, 1875)
- Aderus populneus (Panzer, 1796)
- Aderus saginatus (Casey, 1895)
- Aderus tantillus (Champion, 1890)

Selon NCBI (27 août 2014) :
- Aderus populneus